# 936

سنة 936 كانت سنة كبيسة تبدأ يوم الجمعة (سوف يظهر الرابط التقويم الكامل للعام) حسب التقويم اليولياني.

## أحداث
- تايجو ملك غوريو يهزم هوبايكجي

## مواليد
- الزهراوي - عالم وطبيب عربي مسلم من الأندلس.
- عضد الدولة

## وفيات
- أبو الحسن الأشعري